# Celina Kotz
Celina Karolina Kotz (ur. 17 maja 1994 w Szczecinku) – polska skrzypaczka.

## Życiorys
Naukę gry na instrumencie rozpoczęła w wieku 6 lat pod okiem Anny Bartusch, w Szczecinku, w Szkole Muzycznej im. Oskara Kolberga; następnie w Poznańskiej Ogólnokształcącej Szkole Muzycznej II st. im. M. Karłowicza w klasie Kariny Gidaszewskiej. Od 2013 studentka profesora Bartosza Bryły na Akademii Muzycznej im. I.J. Paderewskiego w Poznaniu.
Celina Kotz jest stypendystką Ministra Kultury i Dziedzictwa Narodowego, programu „Młoda Polska”, Krajowego Funduszu na rzecz Dzieci, Prezydenta Miasta Poznań, stowarzyszenia Business and Professional Women’s Club, a także fundacji Pro Bono Musicae.
Koncertowała z wieloma orkiestrami, m.in.: Kunitachi Symphoniker, Euro Symphony SFK Orchestra, Hofer Philharmoniker, Orkiestrą Filharmonii Poznańskiej, Bałtyckiej, Sudeckiej, Śląskiej, Opolskiej, miasta Hof. Należy do Hulencourt Soloist Chamber Orchestra w Brukseli.
Razem z akordeonistą Łukaszem Brzeziną od 2017 tworzą Kotz-Brzezina Duo. Wykonują oryginalne utwory napisane na skrzypce i akordeon, jak i transkrypcję własne.
Od marca 2015 należy do Tria im. Wiłkomirskich wraz z wiolonczelistą Maciejem Kułakowskim oraz pianistą Łukaszem Trepczyńskim. Muzycy ci otrzymali przywilej noszenia tej nazwy od prof. dr honoris causa Wandy Wiłkomirskiej i maestro Józefa Wiłkomirskiego.
W 2016 roku została wydana debiutancka płyta tria „Anton Arensky Piano Trios” z utworami mało znanego rosyjskiego kompozytora. Celina jest młodszą siostrą Malwiny Kotz.
Artystka gra na skrzypcach zbudowanych przez Jacka Steczkowskiego w 2011.
W 2023 została odznaczona Brązowym Krzyżem Zasługi.

## Konkursy i nagrody
Celina Kotz brała udział w wielu konkursach na których zdobywała nagrody.
- 2004: Międzynarodowy Konkurs im. J. Garści – Grand Prix
- 2005: Wielkopolski Konkurs Wykonawczy – Grand Prix
- 2006: I Konkurs Duetów Smyczkowych – I miejsce
- 2006: Międzynarodowy Konkurs Zespołów Kameralnych „Wiosna Młodych Kameralistów” – II miejsce
- 2007: VII Ogólnopolski Konkurs Skrzypcowy pamięci A. Januszajtis – I miejsce
- 2008: II Młodzieżowy Konkurs na Skrzypce Solo im. T. Wrońskiego – I miejsce
- 2009: VI Międzynarodowy Konkurs Skrzypcowy im. Georga Philippa Telemanna – I nagroda
- 2009: III Międzynarodowe Spotkania Młodych Skrzypków im. Prof. M. Ławrynowicza – I miejsce
- 2009: VIII Ogólnopolski Konkurs Skrzypcowy im. Z. Jahnkego – IV miejsce
- 2009: XXXV Konkurs Bachowski im. Stanisława Hajzera Zielona Góra – I miejsce
- 2010: III Młodzieżowy Konkurs na skrzypce solo im. T. Wrońskiego Tomaszów Mazowiecki – I miejsce
- 2011: XIV Międzynarodowy Konkurs Skrzypcowy im. Henryka Wieniawskiego w Poznaniu – udział w II etapie
- 2012: Ogólnopolskie Przesłuchania CEA w Warszawie – I miejsce
- 2012: Międzynarodowy Konkurs Skrzypcowy „Młody Paganini” w Legnicy – I miejsce
- 2012: Międzynarodowy Konkurs Skrzypcowy im. H. W. Ernsta i K. Szymanowskiego we Wrocławiu – I miejsce
- 2014: V Międzynarodowy Konkurs Skrzypcowy im. H. Marteau – tytuł laureata, nagroda specjalna za najlepsze wykonanie utworu H. Marteau oraz stypendium za wybitną osobowość muzyczną
- 2014: XXI Międzynarodowy Konkurs im. Johannesa Brahmsa w Portschach – II nagroda
- 2015: IX Ogólnopolski Konkurs Skrzypcowy im. Zdzisława Jahnkego w Poznaniu – I nagroda
- 2016: 4. Malta International Music Competition, Mdina/Malta – I miejsce[12]
- 2016: 15. Międzynarodowy Konkurs Skrzypcowy im. Henryka Wieniawskiego, Poznań – Nagroda Publiczności[13]
- 2017: Internationaler Akkordeonwettbewerb Klingenthal w Niemczech – II nagroda[14]